# Ed Biedenbach
Edward Joseph "Ed" Biedenbach (nacido el 12 de agosto de 1945 en Pittsburgh, Pensilvania) es un exjugador y exentrenador de baloncesto estadounidense que disputó una temporada en la NBA. Con 1,85 metros de estatura, jugaba en la posición de base. Fue el entrenador de la Universidad de Carolina del Norte en Ashville entre 1996 y 2013.

## Trayectoria deportiva

### Universidad
Jugó durante tres temporadas con los Wolfpack de la Universidad Estatal de Carolina del Norte, en las que promedió 13,3 puntos y 3,0 rebotes por partido. En 1966 y 1968 fue incluido en el mejor quinteto de la Atlantic Coast Conference.

### Profesional
Fue elegido en la cuadragésimo quinta posición del Draft de la NBA de 1968 por Los Angeles Lakers, pero fue despedido antes del comienzo de la competición, fichando en el mes de octubre como agente libre por los Phoenix Suns, donde únicamente disputó siete partidos, en los que consiguió un total de cuatro puntos.

### Entrenador
Comenzó su etapa de entrenador como asistente en la Universidad de NC State, puesto que ocupó durante 8 temporadas. En 1978 se hizo cargo del banquillo del Davidson College, donde permaneció tres temporadas, en las que consiguió 29 victorias y 51 derrotas.
En 1981 volvió al puesto de asistente en la Universidad de Georgia, donde permaneció ocho temporadas, regresando a su alma mater en el mismo puesto en 1993, donde permanecería 3 años más. Ya en 1996 se hizo cargo del banquillo de la Universidad de Carolina del Norte en Ashville, siendo elegido entrenador del año de la Big South Conference en 2008.

## Estadísticas de su carrera en la NBA

### Temporada regular
| Temporada | Edad | Equipo       | Liga | Pos. | P | TIT | MIN | TC  | TCA | %TC  | 3P | 3PA | %3P | TL  | TLA | %TL  | R.OF. | R.DEF. | REB | ASIS | ROB | TAP | PER | FP  | PTS |
| 1968-69   | 23   | Phoenix Suns | NBA  |      | 7 |     | 2.6 | 0.0 | 0.9 | .000 |    |     |     | 0.6 | 0.9 | .667 |       |        | 0.3 | 0.4  |     |     |     | 0.1 | 0.6 |
| Total     |      |              | NBA  |      | 7 |     | 2.6 | 0.0 | 0.9 | .000 |    |     |     | 0.6 | 0.9 | .667 |       |        | 0.3 | 0.4  |     |     |     | 0.1 | 0.6 |